# VK Poreč
Vaterpolo klub "Poreč" (VK "Poreč"; Poreč) je muški vaterpolski klub iz Poreča, Istarska županija, Republika Hrvatska. 

## O klubu
VK "Poreč" je osnovan 1954. godine, te je djelovao uz povremen prekide. Klub je obnovljen 2004. godine, a dugogodišnji predsjednik i glavni trener je bio Valentin Babić.
 
 
Klub pretežno djeluje s mlađim kategorijama.

## Bazen
Klub ima improvizirano vaterpolsko plivalište na Gradskom kupalištu.

## Vanjske poveznice
- Vaterpolo klub Poreč , facebook stranica
- hvs.hr, VK Poreč
- szgp.hr, Sportska zajednica Grada Poreča
- sportilus.com, VATERPOLO KLUB POREČ - POREČ